# Sankt Georgen am Kreischberg
Sankt Georgen am Kreischberg ist eine Gemeinde im Bezirk Murau in der Steiermark.

## Geografie
Sankt Georgen am Kreischberg liegt westlich der Bezirkshauptstadt Murau. Die Mur fließt in einer Meereshöhe von rund 850 Metern von Westen nach Osten durch das Gemeindegebiet. Im Süden steigt das Land zu den Nockbergen an. Die höchste Erhebung ist der Goldachnock mit 2171 Metern. Im Norden liegen die Niederen Tauern. Der höchste Gipfel ist der Gstoder mit 2140 Metern.

### Gemeindegliederung
Das Gemeindegebiet umfasst folgende sechs Ortschaften bzw. gleichnamigen Katastralgemeinden (Einwohner und Fläche: Einwohnerzahl Stand 1. Jänner 2024, Fläche Stand 31. Dezember 2023):
- Bodendorf (176 Ew., 1.205,17 ha)
- Falkendorf (176 Ew. 1.035,1 ha)
- Lutzmannsdorf (162 Ew., 1.308,74 ha)
- Sankt Georgen ob Murau (322 Ew.), KG St. Georgen ob Murau (773,77 ha)
- Sankt Lorenzen ob Murau (599 Ew.), KG St. Lorenzen (5.069,94 ha)
- Sankt Ruprecht ob Murau (245 Ew.), KG St. Ruprecht (1.765,47 ha)

### Nachbargemeinden
| Tamsweg (Salzburg) | Ranten                                      |       |
| Stadl-Predlitz     | Kompassrose, die auf Nachbargemeinden zeigt | Murau |
|                    | Metnitz (Kärnten)                           |       |

## Geschichte
Die Gemeinde entstand im Rahmen der Gemeindestrukturreform in der Steiermark aus den vormals eigenständigen Gemeinden Sankt Georgen ob Murau und Sankt Ruprecht-Falkendorf. Die neue Gemeinde hätte nach der Kundmachung der Zusammenlegung, die im November 2013 stattfand, den Namen „Sankt Georgen ob Murau“ weitergeführt, das wurde durch eine Änderung im April 2014 korrigiert.

## Kultur und Sehenswürdigkeiten

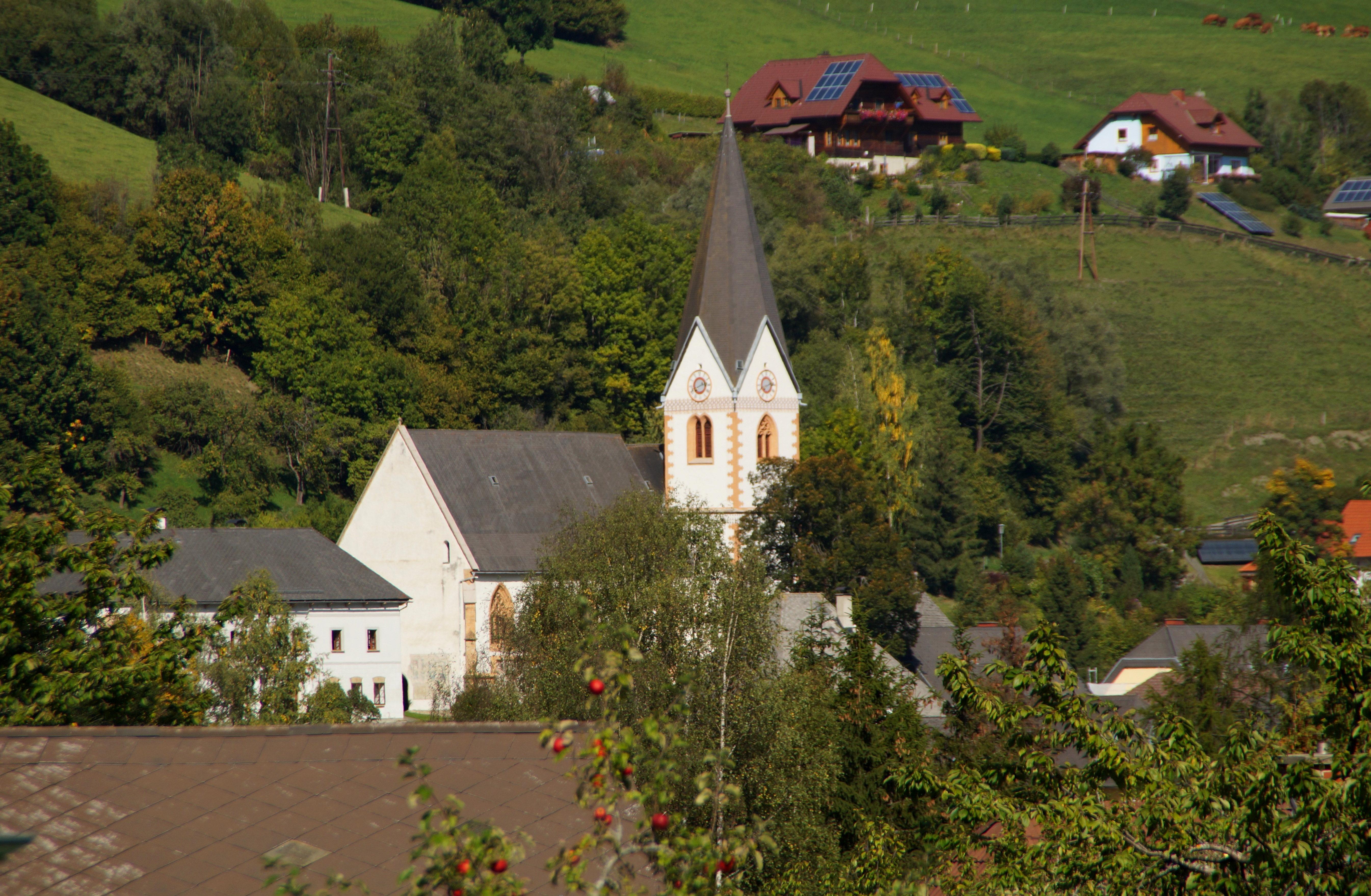
Pfarrkirche St. Georgen ob Murau

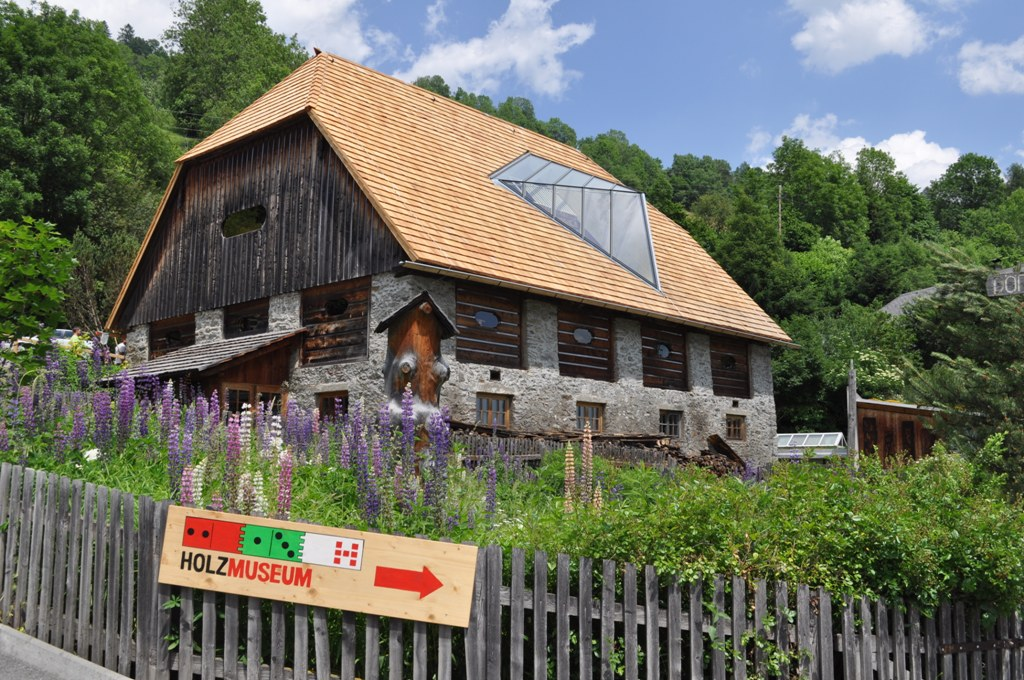
Holzmuseum Murau

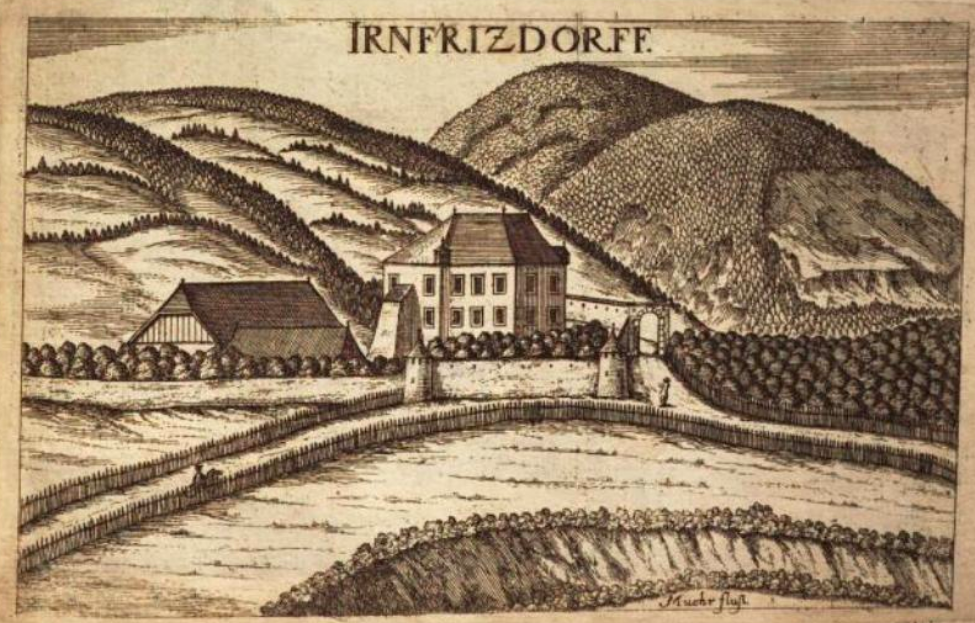
Irnfrizdorf (Ruine in Falkendorf) von Georg Matthäus Vischer

- Katholische Pfarrkirche St. Georgen ob Murau
- Katholische Pfarrkirche St. Ruprecht ob Murau
- Steirisches Holzmuseum Murau im Ortsteil St. Ruprecht
- Jahrhundertealte Bergbauernhöfe in Falkendorf
- Passionsspiele St. Georgen am Kreischberg: Bereits in den 1920er und 1930er Jahren fanden in St. Georgen ob Murau Passionsspiele statt. 1998 wurde an diese Tradition angeknüpft, seither wird der letzte Leidensweg von Jesus Christus regelmäßig aufgeführt. Das historische Stück wurde dafür zeitgemäß überarbeitet. Zahlreiche Mitwirkende arbeiten jeweils im Vorfeld und hinter den Kulissen an der Umsetzung. Musik, Bühnenbild, Kostüme usw. wurden von heimischen Künstlerinnen und Künstlern geschaffen. Wie es der Tradition entspricht, werden die Rollen von heimischen Laienschauspielerinnen und -schauspielern dargestellt. Jeweils ca. 200 Personen werden dafür eingesetzt.[8] Die besondere Theaterform der Passionsspiele bzw. des geistlichen Dramas geht bis ins Mittelalter zurück und wird in katholisch geprägten Regionen teilweise auch heute noch gepflegt.[9] Inzwischen sind die Passionsspiele St. Georgen am Kreischberg (früher Passionsspiele St. Georgen ob Murau) Teil von Europassion, der Vereinigung europäischer Passionsspielorte. Diesem Netzwerk gehören über 90 Spielgemeinschaften aus 16 europäischen Ländern an. Ziel ist die Förderung freundschaftlicher Beziehungen zwischen den einzelnen Passionsspielorten und die Förderung sowie der Erhalt der individuellen Prägung der einzelnen Spiele.[10] 2022 wurde das 100-jährige Jubiläum der Passionsspiele gefeiert.

- Im Zweijahresrhythmus findet in St. Georgen am Kreischberg am Rosenmontag das Murauer Faschingrennen statt, das in vielen Dörfern des Bezirkes zum Brauchtum zählt. Mehrere Gruppen sind im Ort unterwegs. Im Morgengrauen bricht der Tross, begleitet von Trommlern, auf. An der Spitze geht der „Wegauskehrer“, der symbolisch die Bahn freimachen soll. Nur die kräftigsten Männer können diese Rolle übernehmen, denn jeder kann sich ihm in den Weg stellen. Wird der Wegauskehrer im Kampf besiegt, so ist das Faschingsrennen beendet. Dann folgen verschiedene Charaktere, wie z. B. der „Heagreifer“ (Hühnergreifer) im Federgewand, der auf den Bauernhöfen Hühner und Eier stiehlt und wieder verkauft. Die „Schellfaschinge“ tragen kurze Lederhosen mit weißer langer Unterhose darunter, ein weißes Hemd und einen Schellenkranz (Glöckchen) um die Taille und eine bunte Spitzkappe auf dem Kopf. Sie laufen vor jedem Haus ein „Kranzl“ (im Kreis). Ihnen, den so genannten „Schönen“ folgt die Gruppe der „Vetteln“, also Figuren, die ihre Dienste für Geld anbieten oder betteln: Arzt, Scherenschleifer, billiger Jakob (Hausierer), Rosshändler mit Pferd, Brautpaar, ledige Mutter mit Kind und Bettlerinnen. Nach einem langen und anstrengenden Tag gibt es im Dorf das Zusammentreffen der Gruppen. Abends wird ausgelassen bei der „Schinderhochzeit“ (Maskenball) gefeiert. Die durchführenden Organisationen sind die Freiwillige Feuerwehr und der Musikverein des Ortes. Das Faschingrennen zählt zum Immateriellen Kulturerbe der UNESCO.
- Ruine Irenfritzdorf in St. Ruprecht-Falkendorf mit Keller, Speicher, Schmiede und Kapelle und Durchgang zur Mur, welcher im Zuge von Bauarbeiten im Jahr 1996 entdeckt wurde.[5][6][7]

## Wirtschaft und Infrastruktur

### Wirtschaftssektoren
Die folgende Tabelle zeigt die Entwicklung der Anzahl der Betriebe und der Beschäftigten in den Wirtschaftssektoren:
| Wirtschaftssektor            | Anzahl Betriebe | Anzahl Betriebe | Anzahl Betriebe | Erwerbstätige | Erwerbstätige | Erwerbstätige |
| Wirtschaftssektor            | 2021            | 2011            | 2001            | 2021          | 2011          | 2001          |
| ---------------------------- | --------------- | --------------- | --------------- | ------------- | ------------- | ------------- |
| Land- und Forstwirtschaft 1) | 93              | -               | -               | 102           | 117           | 105           |
| Produktion                   | 24              | 13              | 11              | 121           | 80            | 46            |
| Dienstleistung               | 121             | 86              | 65              | 363           | 226           | 234           |

1) Betriebe mit Fläche in den Jahren 2010 und 1999, Arbeitsstätten im Jahr 2021

### Energie
In Bodendorf befindet sich ein Murkraftwerk.

### Tourismus
Die Gemeinde bildet gemeinsam mit Ranten und Murau den Tourismusverband „Murau-Kreischberg“. Dessen Sitz ist die Gemeinde Murau.

## Politik
Der Gemeinderat hat 15 Mitglieder.

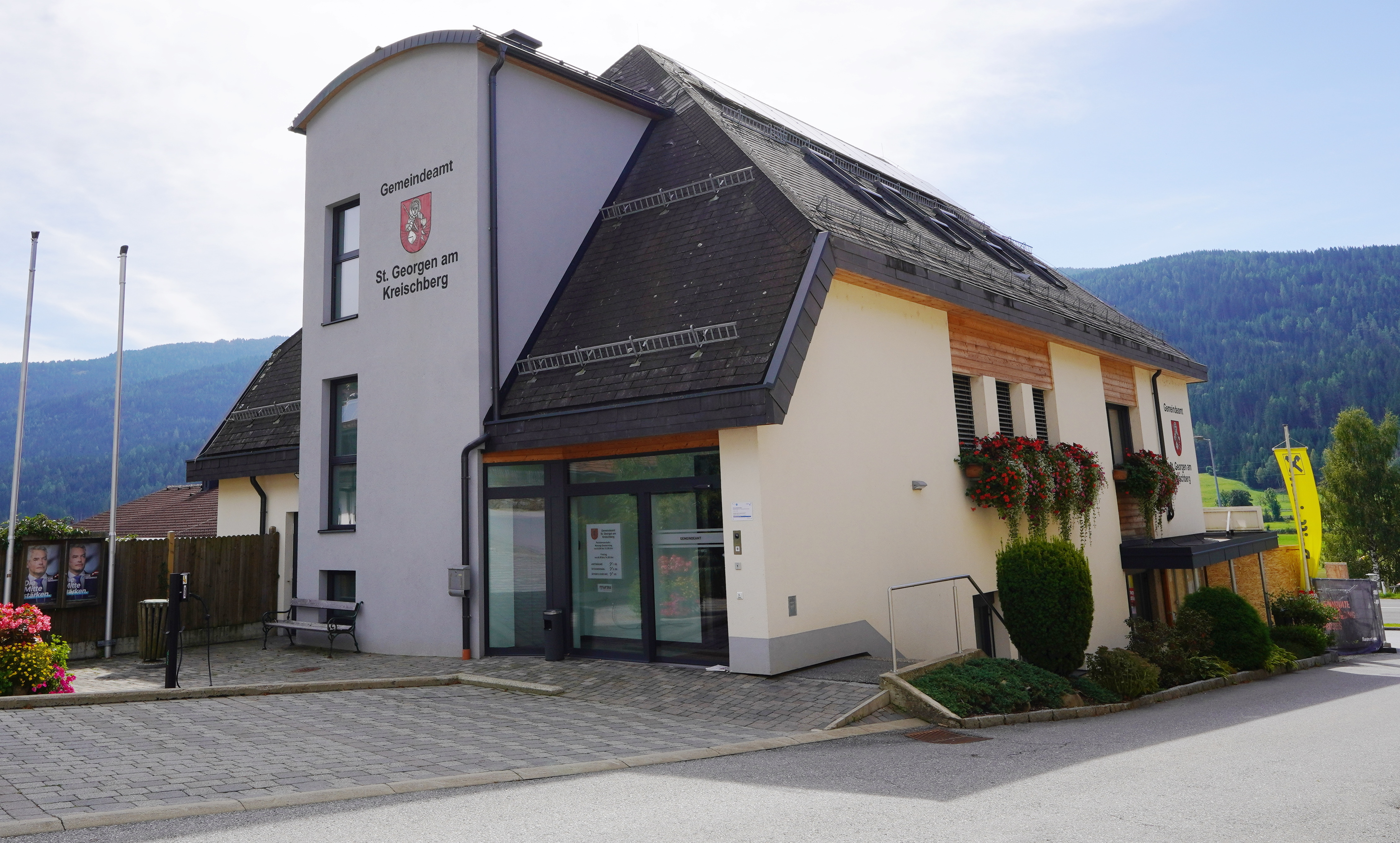
Gemeindeamt

Bannerflagge der Gemeinde St. Georgen am Kreischberg

- Mit den Gemeinderatswahlen in der Steiermark 2015 hatte der Gemeinderat folgende Verteilung: 10 ÖVP, 4 SPÖ und 1 FPÖ.[16]
- Mit den Gemeinderatswahlen in der Steiermark 2020 hatte der Gemeinderat folgende Verteilung: 10 ÖVP, 3 SPÖ und 2 FPÖ.[17]
- Mit den Gemeinderatswahlen in der Steiermark 2025 hat der Gemeinderat folgende Verteilung: 6 ÖVP, 6 FPÖ und 3 SPÖ.[18]

### Bürgermeister
- 2015–2025 Cäcilia Spreitzer (ÖVP)
- seit 2025 Patrick Weilharter (FPÖ)

### Wappen
Wegen der Gemeindezusammenlegung verloren die Wappen der fusionierten Gemeinden mit 1. Jänner 2015 ihre offizielle Gültigkeit. Die Neuverleihung des Gemeindewappens der Vorgängergemeinde Sankt Georgen ob Murau an die neue Gemeinde erfolgte mit Wirkung vom 10. Februar 2015.

Die Blasonierung (Wappenbeschreibung) lautet:
„In rotem Schild wachsend und hersehend silbern der gerüstete und nimbierte heilige Georg, mit der Rechten eine silberne Lanze durch den Rachen des vor ihm aus dem unteren Schildrand wachsenden roten, flammensprühenden, geflügelten sowie silbern gezähnten und gehörnten Drachenhauptes stoßend.“